# Finská hokejová reprezentace do 20 let

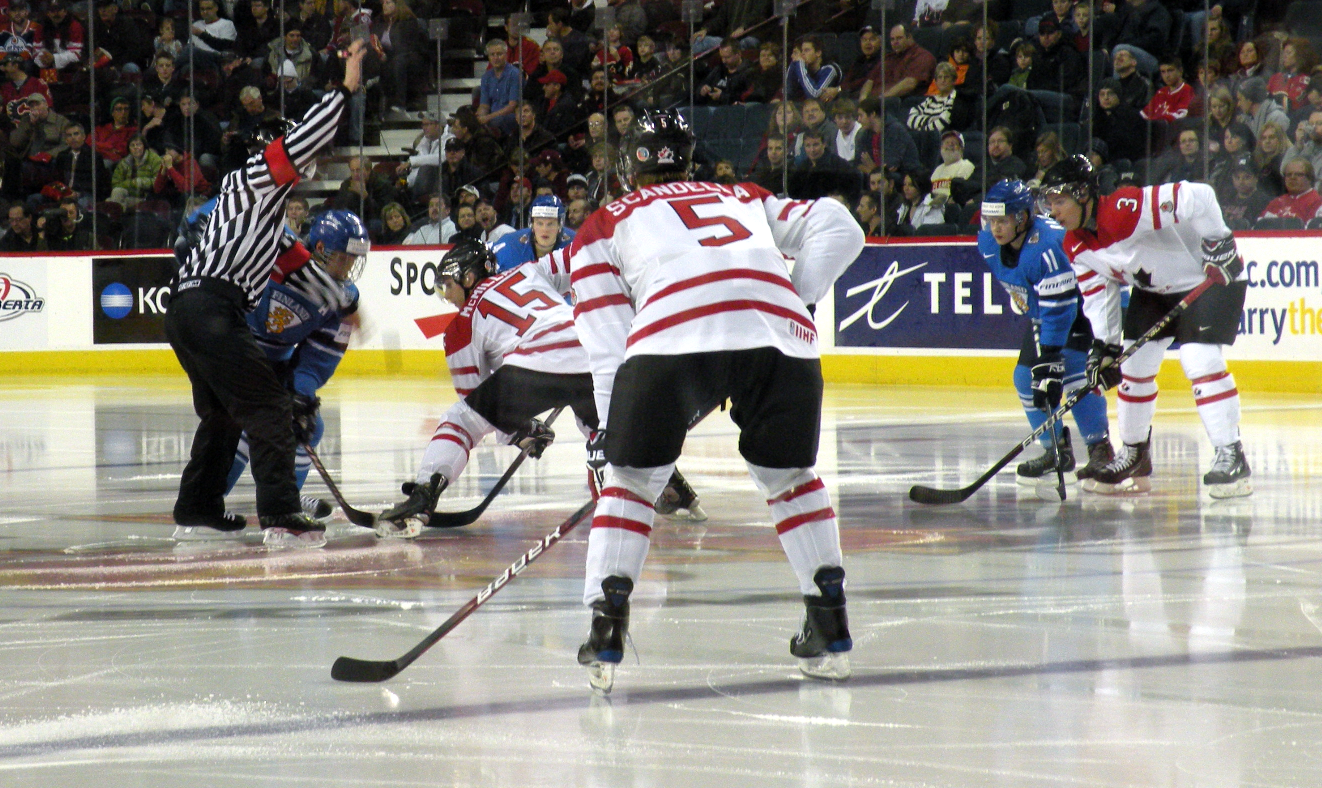
Buly v přátelském utkání juniorských reprezentací Finska a Kanady v roce 2009

Finská hokejová reprezentace do 20 let je výběrem nejlepších finských hráčů ledního hokeje v této věkové kategorii. Po celou existenci juniorského mistrovství světa je jeho účastníkem (včetně úvodních tří neoficiálních zvacích turnajů). Pětkrát se Finům povedlo šampionát vyhrát, celkově nastřádali ještě pět stříbrných a sedm bronzových medailí.

## Účast namistrovství světa
Neoficiální ročníky
| MS       | Místo konání                                                | Umístění         |
| -------- | ----------------------------------------------------------- | ---------------- |
| MSJ 1974 | SSSR (Leningrad)                                            | Stříbrná medaile |
| MSJ 1975 | Kanada (Winnipeg, Brandon) a USA (Minneapolis, Bloomington) | 5. místo         |
| MSJ 1976 | Finsko (Tampere, Turku, Pori, Rauma)                        | 4. místo         |

Oficiální turnaje
| MS       | Místo konání                                                                       | Umístění         |
| -------- | ---------------------------------------------------------------------------------- | ---------------- |
| MSJ 1977 | Československo (Banská Bystrica, Zvolen)                                           | 4. místo         |
| MSJ 1978 | Kanada (Montréal, Québec, Hull)                                                    | 6. místo         |
| MSJ 1979 | Švédsko (Karlstad, Karlskoga)                                                      | 4. místo         |
| MSJ 1980 | Finsko (Helsinky, Vantaa)                                                          | Stříbrná medaile |
| MSJ 1981 | Západní Německo (Füssen, Kaufbeuren, Augsburg, Landsberg, Kempten, Oberstdorf)     | Stříbrná medaile |
| MSJ 1982 | USA (New Ulm, Rochester, Duluth, Minneapolis) a Kanada (Winnipeg, Kenora, Brandon) | Bronzová medaile |
| MSJ 1983 | SSSR (Leningrad)                                                                   | 6. místo         |
| MSJ 1984 | Švédsko (Norrköping, Nyköping)                                                     | Stříbrná medaile |
| MSJ 1985 | Finsko (Helsinky, Turku, Vantaa, Espoo)                                            | 4. místo         |
| MSJ 1986 | Kanada (Hamilton)                                                                  | 6. místo         |
| MSJ 1987 | Československo (Piešťany, Nitra, Trenčín, Topoľčany)                               | Zlatá medaile    |
| MSJ 1988 | SSSR (Moskva)                                                                      | Bronzová medaile |
| MSJ 1989 | USA (Anchorage)                                                                    | 6. místo         |
| MSJ 1990 | Finsko (Helsinky, Turku, Kauniainen, Kerava)                                       | 4. místo         |
| MSJ 1991 | Kanada (Saskatoon, Regina)                                                         | 5. místo         |
| MSJ 1992 | Německo (Füssen, Kaufbeuren)                                                       | 4. místo         |
| MSJ 1993 | Švédsko (Gävle, Falun, Uppsala, Bollnäs )                                          | 5. místo         |
| MSJ 1994 | Česko (Ostrava, Frýdek-Místek)                                                     | 4. místo         |
| MSJ 1995 | Kanada (Red Deer, Calgary, Edmonton)                                               | 4. místo         |
| MSJ 1996 | USA (Boston, Amherst, Marlboro)                                                    | 6. místo         |
| MSJ 1997 | Švýcarsko (Ženeva, Morges)                                                         | 5. místo         |
| MSJ 1998 | Finsko (Helsinky, Hämeenlinna)                                                     | Zlatá medaile    |
| MSJ 1999 | Kanada (Winnipeg, Brandon)                                                         | 5. místo         |
| MSJ 2000 | Švédsko (Skellefteå, Umeå)                                                         | 7. místo         |
| MSJ 2001 | Rusko (Moskva, Podolsk)                                                            | Stříbrná medaile |
| MSJ 2002 | Česko (Pardubice, Hradec Králové)                                                  | Bronzová medaile |
| MSJ 2003 | Kanada (Halifax, Sydney)                                                           | Bronzová medaile |
| MSJ 2004 | Finsko (Helsinky, Hämeenlinna )                                                    | Bronzová medaile |
| MSJ 2005 | USA (Grand Forks, Thief River Falls)                                               | 5. místo         |
| MSJ 2006 | Kanada (Vancouver, Kelowna, Kamloops)                                              | Bronzová medaile |
| MSJ 2007 | Švédsko (Leksand, Mora)                                                            | 6. místo         |
| MSJ 2008 | Česko (Pardubice, Liberec)                                                         | 6. místo         |
| MSJ 2009 | Kanada (Ottawa)                                                                    | 7. místo         |
| MSJ 2010 | Kanada (Saskatoon, Regina)                                                         | 5. místo         |
| MSJ 2011 | USA (Buffalo)                                                                      | 6. místo         |
| MSJ 2012 | Kanada (Calgary, Edmonton)                                                         | 4. místo         |
| MSJ 2013 | Rusko (Ufa)                                                                        | 7. místo         |
| MSJ 2014 | Švédsko (Malmö)                                                                    | Zlatá medaile    |
| MSJ 2015 | Kanada (Toronto, Montreal)                                                         | 7. místo         |
| MSJ 2016 | Finsko (Helsinky)                                                                  | Zlatá medaile    |
| MSJ 2017 | Kanada (Montreal, Toronto)                                                         | 9. místo         |
| MSJ 2018 | USA (Buffalo)                                                                      | 6. místo         |
| MSJ 2019 | Kanada (Vancouver, Victoria)                                                       | Zlatá medaile    |
| MSJ 2020 | Česko (Ostrava, Třinec)                                                            | 4. místo         |
| MSJ 2021 | Kanada (Edmonton)                                                                  | Bronzová medaile |
| MSJ 2022 | Kanada (Edmonton, Red Deer)                                                        | Stříbrná medaile |
| MSJ 2023 | Kanada Halifax, Moncton                                                            | 5. místo         |
| MSJ 2024 | Švédsko (Göteborg)                                                                 | 4. místo         |
| MSJ 2025 | Kanada (Ottawa)                                                                    | Stříbrná medaile |

## Zlaté výběry
1987  Markus Ketterer, Kari Rosenberg - Marko Allen, Mikko Haapakoski, Timo Kulonen, Jukka Marttila, Petri Matikainen, Jari Parviainen, Antti Tuomenoksa - Teppo Kivelä, Marko Kiuru, Mikko Laaksonen, Jari Laukkanen, Antti Lehtosaari, Janne Ojanen, Jukka Seppo, Jyrki Silius, Pekka Tirkkonen, Sami Wahlsten, Sami Wikström.

1998  Niklas Bäckström, Mika Noronen - Pasi Petriläinen, Pasi Puistola, Marko Kauppinen, Ari Vallin, Ilkka Mikkola, Timo Ahmaoja, Tomi Källarsson - Olli Jokinen, Eero Somervuori, Timo Vertala, Jyrki Louhi, Niko Kapanen, Teemu Elomo, Niklas Hagman, Timo Seikkula, Kari Kalto, Olli Ahonen, Johannes Alanen, Toni Dahlman, Tomasz Valtonen
2014  Ville Husso, Janne Juvonen, Juuse Saros - Julius Honka, Mikko Lehtonen, Esa Lindell, Ville Pokka, Rasmus Ristolainen, Juuso Vainio, Mikko Vainonen - Henrik Haapala, Henri Ikonen, Juuso Ikonen, Saku Kinnunen, Rasmus Kulmala, Artturi Lehkonen, Ville-Valtteri Leskinen, Aleksi Mustonen, Saku Mäenalanen, Joni Nikko, Topi Nättinen, Otto Rauhala, Teuvo Teräväinen.
2016  Kaapo Kähkönen, Veini Vehviläinen, Emil Larmi - Olli Juolevi, Joni Tuulola, Sami Niku, Niko Mikkola, Vili Saarijärvi, Miro Keskitalo, Eetu Sopanen - Sebastian Aho, Kasper Björkvist, Roope Hintz, Antti Kalapudas, Kasperi Kapanen, Patrik Laine, Juho Lammikko, Julius Nättinen, Jesse Puljujärvi, Mikko Rantanen, Sebastian Repo, Aleksi Saarela, Miska Sikonen.
2019  Lassi Lehtinen, Filip Lindberg, Ukko-Pekka Luukkonen - Ville Heinola, Anttoni Honka, Henri Jokiharju, Oskari Laaksonen, Otto Latvala, Toni Utunen, Urho Vaakanainen - Teemu Engberg, Aleksi Heponiemi, Kaapo Kakko, Rasmus Kupari, Anton Lundell, Sami Moilanen, Linus Nyman, Valtteri Puustinen, Aarne Talvitie, Eeli Tolvanen,Samuli Vainionpää, Santeri Virtanen, Jesse Ylönen.

## Hráči ocenění na turnajích MS "20"
- 1980 - Jari Paavola (nejlepší brankář, All star tým), Reijo Ruotsalainen (nejlepší obránce, All star tým)
- 1981 - Ari Lahteenmaki (All star tým)
- 1982 - Petri Striko (nejlepší útočník, All star tým), Raimo Summanen (nejproduktivnější hráč)
- 1983 - Matti Rautianen (All star tým), Simo Saarinen (All star tým)
- 1984 - Raimo Helminen (nejlepší útočník, nejproduktivnější hráč, All star tým)
- 1985 - Timo Lehkonen (All star tým), Vesa Salo (nejlepší obránce), Esa Keskinen (nejproduktivnější hráč), Esa Tikkanen (All star tým)
- 1987 - Marmus Ketterer (nejlepší brankář)
- 1988 - Teppo Numminen (nejlepší obránce, All star tým)
- 1992 - Janne Gronvall (All star tým)
- 1993 - Janne Gronvall (nejlepší obránce)
- 1994 - Kimmo Timonen (All star tým)
- 1998 - Olli Jokinen (nejlepší útočník, All star tým), Eero Somervuori (All star tým)
- 2001 - Ari Ahonen, Jukka Mäntylä, Jani Rita (všichni All star tým)
- 2002 - Kari Lehtonen (nejlepší brankář)
- 2003 - Joni Pitkänen (nejlepší obránce, All star tým)
- 2004 - Sami Lepistö (nejlepší obránce, All star tým)
- 2006 - Lauri Tukonen (All star tým)
- 2007 - Mikko Lehtonen (nejproduktivnější hráč)
- 2012 - Mikael Granlund (All star tým)
- 2014 - Juuse Saros (All star tým), Rasmus Ristolainen (nejlepší obránce, All star tým), Teuvo Teräväinen (All star tým, nejproduktivnější hráč)
- 2016 - Jesse Puljujärvi (nejužitečnější hráč, All star tým, nejproduktivnější hráč), Olli Juolevi (All star tým), Patrik Laine (All star tým)
- 2019 - Ukko-Pekka Luukkonen (All star tým)
- 2021 - Topi Niemelä (nejlepší obránce), Ville Heinola (All star tým)
- 2022 - Kasper Puutio (nejlepší obránce), Joakim Kemell (All star tým)

## Individuální rekordy na MSJ

### Celkové
Utkání: 24, Reijo Ruotsalainen (1977, 1978, 1979, 1980)
Góly: 17, Esa Tikkanen (1983, 1984, 1985)
Asistence: 22, Esa Keskinen (1984, 1985)
Body: 36, Esa Tikkanen (1983, 1984, 1985)
Trestné minuty: 74, Teemu Laakso (2005, 2006, 2007)
Vychytaná čistá konta: 3, Kari Lehtonen (2001, 2002, 2003)
Vychytaná vítězství: 8, Mika Noronen (1997, 1998, 1999)

### Za turnaj
Góly: 11, Raimo Helminen (1984) a Mikko Mäkelä (1985)
Asistence: 13, Raimo Helminen (1984)
Body: 24, Raimo Helminen (1984)
Trestné minuty: 52, Teemu Laakso (2007)
Vychytaná čistá konta: 2, Kari Lehtonen (2003)
Vychytaná vítězství: 5, čtyři brankáři